# 密腺蹄蓋蕨
密腺蹄蓋蕨（学名：Athyrium puncticaule）为蹄蓋蕨科蹄蓋蕨屬下的一个种。

## 扩展阅读
- 維基物種上的相關：密腺蹄蓋蕨